# 제스 글린
제스 글린(Jess Glynne, 1989년 10월 20일 ~ )은 잉글랜드의 싱어송라이터이다.

## 음반 목록
- I Cry When I Laugh (2015년)
- Always In Between (2018)